# Robert Taylor
Robert Taylor, de nom Spangler Arlington Brugh, (Filley, Nebraska, 5 d'agost de 1911 - Santa Monica, Califòrnia, 8 de juny de 1969) va ser un actor estatunidenc. Va ser conegut sobretot pels seus papers a Quo Vadis i Party Girl de Nicholas Ray.

## Biografia
Va començar en el cinema el 1934. La seva elegància natural, la seva cabellera fosca i els seus ulls blaus van fer immediatament d'ell un botxí dels cors. Va ser anomenat l'home de perfil perfecte. Una de les seves primeres pel·lícules importants va ser Camille (1936), on donava la rèplica a Greta Garbo. Cap a la fi de la seva vida, va treballar molt a la televisió, sobretot en la sèrie policíaca de 1959, The Detectives Starring Robert Taylor .
Admetia ell mateix que estava lluny de ser el millor actor de la seva generació, però es va mostrar sempre extremadament professional, sempre a punt de treballar perquè la pel·lícula sigui la millor possible. Molts dels seus col·legues van declarar després de la seva mort que havia estat subestimat com a actor, sobretot a les pel·lícules del seu final de carrera. Encara que fos sobretot conegut per a les seves grans pel·lícules clàssiques, continuava estant sempre desitjós d'interpretar papers més arriscats i més difícils. Volia ser conegut per a altra cosa que "la" seva "cara bonica".

## El McCarthysme
El 1947, Robert Taylor va testimoniar lliurement davant la Comissió de les activitats anti-americanes establerta pel senador Joseph McCarthy. Va declarar que havia actuat a Song of Russia malgrat les seves conviccions. Va arribar a afirmar que el guió de Richard Collins i Paul Jarrico, així com una cançó de la pel·lícula escrita per Yip Harburg, eren procomunistes.
Va donar igualment proves contra l'actor Howard Da Silva. Hauria declarat: En puc anomenar alguns que semblen que els agrada complicar les coses. No puc dir si són comunistes o no. Un d'aquests tipus, actualment, és Howard Da Silva. Es té la impressió que té sempre alguna cosa a dir en un mal moment.

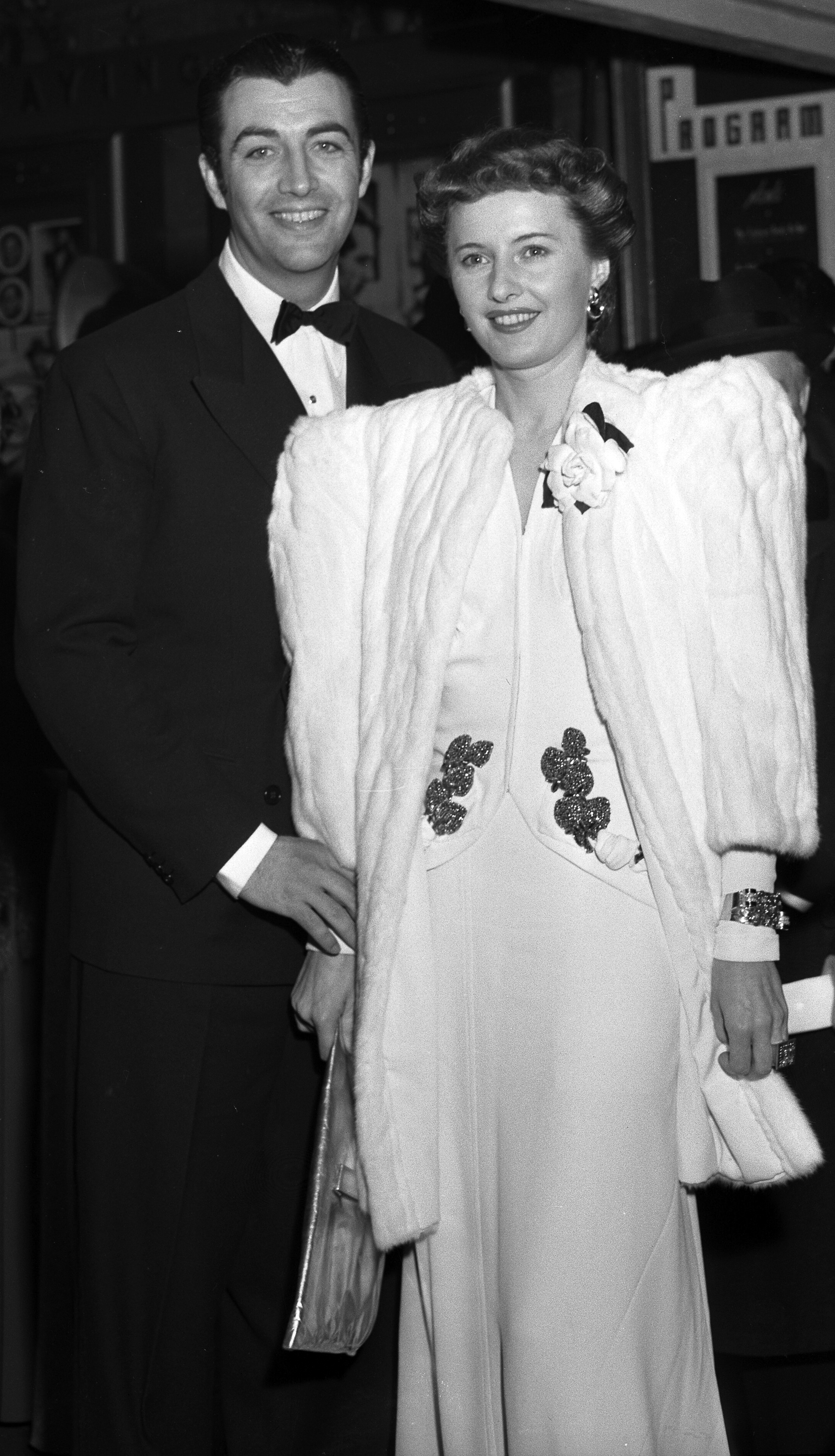
Robert Taylor i Barbara Stanwyck el 1941

Va tenir com a primera esposa l'actriu Barbara Stanwyck, amb la qual compartia un ranxo i una gran casa a Brentwood (Los Angeles). Aquest ranxo encara és conegut com l'antic ranxo de Robert Taylor. Taylor i Stanwyck formaven una de les parelles els més vistes a Hollywood, i tenien per amics una altra parella d'estrelles, la de Clark Gable i Carole Lombard. Aquest matrimoni va durar, amb alts i baixos, de 1939 a 1951.
Robert Taylor va tenir també aventures amb Ava Gardner i Lana Turner.
Va pensar diverses vegades en casar-se de nou amb Barbara Stanwyck després del seu divorci, i va tenir també una relació seriosa amb Eleanor Parker, però es va acabar casant en segones noces amb l'actriu d'origen alemany Ursula Thiess. Es van casar el 1954 i van tenir dos fills.
Va morir d'un càncer de pulmó als 57 anys. Va ser enterrat a Glendale, a Califòrnia. El tot-Hollywood va assistir al seu funeral, on el seu millor amic Ronald Reagan va fer el seu elogi funèbre.

## Filmografia[3]
- 1934: Handy Andy de David Butler: Lloyd Burmeister
- 1934: The Spectacle Maker de John Farrow: The Duchess's Paramour (No surt als crèdits)
- 1934: There's Always Tomorrow d'Edward Sloman: Arthur White
- 1934: A Wicked Woman de Charles Brabin: Bill Renton, Yancey's Love
- 1935: Buried Loot de George B. Seitz: Albert 'Al' Douglas (curt)
- 1935: Society Doctor de George B. Seitz: Dr. Tommy 'Sprout' Ellis
- 1935: Times Square Lady de George B. Seitz: Steven J. 'Steve' Gordon
- 1935: West Point of the Air de Richard Rosson: 'Jasky' Jaskarelli
- 1935: Murder in the Fleet d'Edward Sedgwick: Tinent Tom 'Tommy' Randolph
- 1935: La Fiesta de Santa Barbara de Louis Lewyn: ell mateix (curt)
- 1935: Broadway Melody of 1936 de Roy Del Ruth: Robert Gordon
- 1935: Magnificent Obsession de John Stahl: Dr. Robert Merrick
- 1936: Small Town Girl de William A. Wellman: Dr. Robert 'Bob' Dakin
- 1936: Private Number de Roy Del Ruth: Richard Winfield
- 1936: His Brother's Wife de W.S. Van Dyke: Chris Claybourne
- 1936: The Gorgeous Hussy de Clarence Brown: Tinent Timberlake
- 1936: Camille de George Cukor: Armand Duval
- 1937: Personal Property de W.S. Van Dyke: Raymond Dabney
- 1937: This Is My Affair de William A. Seiter: Tinent Richard Perry
- 1937: Lest We Forget de Henry Hathaway i Richard Thorpe (curt)
- 1937: Broadway Melody of 1938 de Roy Del Ruth: Stephan 'Steve' Raleigh
- 1938: A Yank at Oxford de Jack Conway: Lee Sheridan
- 1938: Three Comrades de Frank Borzage: Erich Lohkamp
- 1938: The Crowd Roars de Richard Thorpe: Thomas 'Tommy' / 'Killer' McCoy
- 1939: Stand Up and Fight de W.S. Van Dyke: Blake Cantrell
- 1939: Lucky Night de Norman Taurog: William 'Bill' Overton
- 1939: Lady of the Tropics de Jack Conway: William 'Bill' Carey
- 1939: Remember? de Norman Z. McLeod: Jeffrey 'Jeff' Holland
- 1940: Waterloo Bridge de Mervyn El Roy: Roy Cronin
- 1940: Escape de Mervyn El Roy: Mark Preysing
- 1940: Flight Command de Frank Borzage: Ensign Alan Drake
- 1941: Billy the Kid de David Miller: Billy Bonney
- 1941: When Ladies Meet (When Ladies meet) de Robert Z. Leonard: Jimmy Lee
- 1942: Johnny Eager de Mervyn El Roy: John 'Johnny' Eager
- 1942: Her Cardboard Lover de George Cukor: Terry Trindale
- 1942: Stand by for Action de Robert Z. Leonard: Lieut. Gregg Masterman
- 1943: Primary Flight Instruction: Stearman N2-S Part 2: Instructor
- 1943: Primary Flight Instruction: Stearman N2-S Part 1: Instructor
- 1943: Bataan de Tay Garnett: Sergeant Bill Dane
- 1944: Song of Russia de Gregory Ratoff: John Meredith
- 1946: Undercurrent de Vincente Minnelli: Alan Garroway
- 1947: Le Mur des ténèbres (High Wall) de Curtis Bernhardt: Steven Kenet
- 1949: Ambush de Sam Wood: Ward Kinsman
- 1949: The Bribe de Robert Z. Leonard: Rigby
- 1949: Conspirator de Victor Saville: Maj. Michael Curragh
- 1950: Devil's Doorway d'Anthony Mann: Lance Poole
- 1951: Quo Vadis de Mervyn El Roy: Marcus Vinicius
- 1951: Westward the Women de William A. Wellman: Buck Wyatt
- 1952: Ivanhoe de Richard Thorpe: Ivanhoe
- 1952: Above and Beyond de Melvin Frank i Norman Panama: Coronel Paul W. Tibbets
- 1953: Els cavallers de la taula rodona (Knights of the Round Table) de Richard Thorpe: Lancelot
- 1953: I Love Melvin de Don Weis: Cameo
- 1953: Ride, Vaquero! de John Farrow: Rio
- 1953: Tots els germans eren valents (All the Brothers Were Valiant) de Richard Thorpe: Joel Shore
- 1954: Valley of the Kings de Robert Pirosh: Mark Brandon
- 1954: Rogue Cop de Roy Rowland: Detectiu Sergent Christopher Kelvaney
- 1955: Many Rivers to Cross de Roy Rowland: Bushrod Gentry
- 1955: Les Aventures de Quentin Durward (The Adventures of Quentin Durward) de Richard Thorpe: Quentin Durward
- 1956: The Last Hunt de Richard Brooks: Charlie Gilson
- 1956: D-Day the Sixth of June de Henry Koster: Capità Brad Parker
- 1956: The Power and the Prize de Henry Koster: Cliff Barton
- 1957: Tip on a Dead Jockey de Richard Thorpe: Lloyd Tredman
- 1958: Més ràpid que el vent (Saddle the Wind) de Robert Parrish: Steve Sinclair Double S Owner
- 1958: The Law and Jake Wade de John Sturges: Jake Wade
- 1958: Party Girl de Nicholas Ray: Thomas 'Tommy' Farrell
- 1959: The Hangman de Michael Curtiz: Mackenzie Bovard
- 1959: The House of the Seven Hawks de Richard Thorpe: John Nordley
- 1959: Els assassins del Kilimanjaro (Killers of Kilimanjaro) de Richard Thorpe: Robert Adamson
- 1963: The Dick Powell Show (sèrie TV)
- 1963: Miracle of the White Stallions d'Arthur Hiller: Coronel Podhajsky
- 1963: Pistoles a la frontera (Cattle King) de Tay Garnett: Sam Brassfield
- 1964: A House Is Not a Home de Russell Rouse: Frank Costigan
- 1964: The Night Walker de William Castle: Barry Moreland
- 1966: Johnny Tiger de Paul Wendkos: George Dean
- 1966: Savage Pampas de Hugo Fregonese: Captain Martín
- 1967: La Sfinge d'oro de Luigi Scattini: Prof. Karl Nichols
- 1967: Return of the Gunfighter de James Neilson: Ben Wyatt
- 1967: Hondo and the Apaches (TV): Gallagher
- 1968: Le Rouble a deux faces d'Étienne Périer: Anderson
- 1968: Where Angels Go, Trouble Follows de James Neilson: Mr. Farraday